# Krämaren

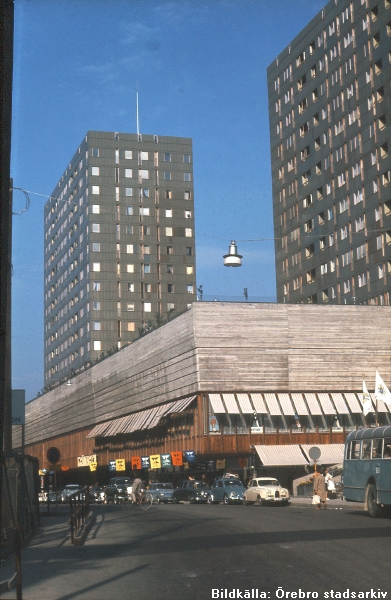
Krämaren 1964.

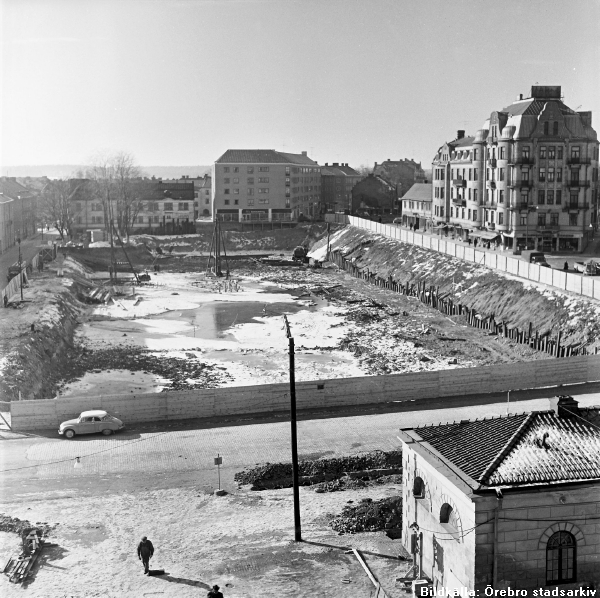
Gropen inför byggnationen av Krämaren, cirka 1960. Våghustorget med Våghuset i förgrunden, Drottninggatan till höger.

Krämaren är ett affärs- och bostadskomplex beläget i centrala Örebro. Byggnaderna upptar ett helt kvarter, beläget mellan Drottninggatan, Rudbecksgatan, Köpmangatan och Krämartorget. Krämaren har fått sitt namn av kvarteret där byggnaderna står. Krämare är ett gammalt lågtyskt lånord för försäljare.
Byggnationen av Krämaren utgjorde tredje etappen av förnyelsen av det gamla Söder. Fastigheten invigdes i sin helhet 1963, men en del av lokalerna togs i anspråk redan år 1961.
Fastigheten bebyggdes på sin tid av Stiftelsen Hyresbostäder, senare ÖBO, det kommunala fastighetsbolaget. ÖBO sålde år 2005 låghusdelen, innehållande varuhus/köpcenter, till pensionsbolaget Alecta.

## Byggnaden
Byggnaden består av en låghusdel som täcker hela kvarteret. Ovanpå denna reser sig två höghus om vardera 16 våningar. Från gatunivån är totalhöjden på byggnaden drygt 50 meter. Låghusdelen består av två underjords- och tre ovanjordsvåningar. På låghusdelens tak finns en trädgård med vattenspeglar och lekplats. Höghusens klädsel består av emaljerade stålplåtar färgsatta i åtta olika nyanser. De båda höghusen inrymmer totalt 160 lägenheter, från 1 rum med kokvrå till 6 rum och kök. I källarplanet finns ett garage som rymmer 300 bilar.

## Varuhuset
Köpcentret, som invigdes den 26 mars 1963, bestod från början av två varuhus: EPA och Varuhuset Krämaren. 75 000 besökare kom till invigningen. Varuhuset Krämaren bestod redan från början av individuella handlare. På 1970-talet försvann EPA och ersattes av NK Fri. Sedan även detta lagts ner består nu hela Varuhuset Krämaren av individuella butiker. Krämaren har efter år 2000 byggts om till en galleria. Det nya Krämaren återinvigdes den 22 november 2007 och innehåller 40 butiker med en totalyta på 10 000 m².

Under en period på 90 talet låg även radiokanalen Mix Megapols lokala studio i Krämaren.
I början av 2010-talet lämnade många butiker varuhuset på grund av bristande lönsamhet. I början av 2015 var 18 butikslokaler tomma. Ledningen för Krämaren kommer därför under 2015-2016 att satsa på ytterligare en upprustning innefattande nya rulltrappor och entréer.